# Toponymie générale de la France
Pour les articles homonymes, voir TGF.
La Toponymie générale de la France est un ouvrage d'Ernest Nègre (1907-2000) sur l’origine et l’évolution des noms de lieux en France, cité en abrégé par le sigle TGF.

## Présentation

### Aspect matériel de l'ouvrage
Cet ouvrage a été publié par la Librairie Droz (Genève), en quatre volumes parus entre 1990 et 1998. Chaque volume porte le sous-titre « Étymologie de 35 000 noms de lieux ».
Il est pourvu d'un index des toponymes étudiés.

### Sources utilisées par l'auteur
Les mentions toponymiques des lieux étudiés proviennent assez souvent des dictionnaires topographiques départementaux, parus au XIXe et au XXe siècle.

## Structure de l'ouvrage
Sur le plan matériel, le TGF comporte trois volumes de texte et un volume d'errata et d'addenda. La pagination, qui est continue, va de la page 1 à la page 1 871.
Le texte est divisé en paragraphes (§), aussi numérotés de façon continue (31 150 paragraphes), qui sont répartis en sept parties.

### Les quatre volumes
1. Volume Ier (1990) : Formations préceltiques, celtiques, romanes. Pages numérotées de 1 à 704 (§ 1 à 11 862)[2], [lire en ligne].
2. Volume II (1991) : Formations non-romanes ; formations dialectales. Pages  numérotées de 714 à 1 381 (§ 12 001 à 25 617)[3], [lire en ligne]
3. Volume III (1991) : Formations dialectales (suite) et françaises. Pages numérotées de 1 400 à 1 852 (§ 25 618 à 31 150)
Le volume III comporte un Index (pages 1 747 à 1 846) fournissant pour chaque toponyme le ou les § où il est étudié (une forme identique pouvant être issue d'étymons distincts)[4].
4. Errata et addenda aux trois volumes (1998). Pages numérotées de 1 856 à 1 871 (pas de nouveaux paragraphes)[5].

### Les sept parties
Introduction (§§ 001-011)
1. Ire Partie (Volume Ier) : Formations préceltiques (§§ 1 001-1 773)
2. IIe Partie : Couche celtique (§§ 2 000-4 100)
3. IIIe Partie : Apport oriental (§§ 4 501-4 528)
4. IVe Partie : Formations latines ou romanes (§§ 5 001-11 862)
5. Ve Partie (Volume II) : Formation non romanes (§§ 12 001-19 261)
6. VIe Partie(Volume II et Volume III) : Formations dialectales  (§§ 20 001-30 499)
7. VIIe Partie : Formations françaises (§§ 31 000-31 150)

Les communes, outre leur code Insee et leur code postal se voient pour ainsi dire attribuer un nouveau numéro (§) par E. Nègre[pas clair].